# Psylla oluanpiensis
Psylla oluanpiensis är en insektsart som beskrevs av Yang 1984. Psylla oluanpiensis ingår i släktet Psylla och familjen rundbladloppor. Inga underarter finns listade i Catalogue of Life.